# Cymaria
Cymaria là một chi thực vật có hoa trong họ Hoa môi (Lamiaceae).

## Loài
Chi Cymaria gồm các loài:
- Cymaria dichotoma Benth. – (syn Cymaria acuminata Decne.) – Hainan, Indochina, Malaysia, Java, Maluku, Philippines, New Guinea
- Cymaria elongata Benth. – Myanmar, Bali, Lombok, Timor